# كنيسة قلب الرب (سنغافورة)
كنيسة قلب الرب (بالإنجليزية: Heart of God Church، (بالصينية: 神之心教会): هي كنيسة غير طائفية في سنغافورة. تأسست على يد الزوج والزوجة تان سيو هاو (بالإنجليزية: Tan Seow How) وسيسيليا تشان (بالإنجليزية: Cecilia Chan)، المعروفين باسم القس هاو والقس ليا، في 1999. اليوم، يقود كنيسة قلب الرب فريق مكون من 5 قساوسة كبار.